# Boramy Tioulong
Boramy Tioulong, né le 23 mars 1940 à Kampong Cham (actuel Cambodge) et mort le 22 février 2013 à Paris, est un acteur et réalisateur français.
Ses films les plus connus sont Boulevard des assassins (1982) et Prat et Harris (1993).

## Filmographie

### Comme réalisateur
- 1974 :  Quai de l'étrangleur (téléfilm)
- 1976 :  Le Gentleman des Antipodes (téléfilm)
- 1978 et 1981 : Messieurs les jurés (série télévisée : 2 épisodes)
  - L'Affaire Baron
  - L'Affaire Heurteloup
- 1982 : Boulevard des assassins, long métrage
- 1976 et 1982 : Cinéma 16 : deux téléfilms : 
  - 1982 : Quelque chose dans son rêve
  - 1976 : Le Temps d'un regard
- 1988 : Prat et Harris (téléfilm)
- 1989 : En cas de bonheur (série télévisée)
- 1993 :  Loft story (série télévisée)

### Comme acteur
- 1963 : La 317e Section de Pierre Schoendoerffer : le sergent supplétif Ba Kut
- 1981 : La Puce et le Privé de Roger Kay
- 2008 : Little Wenzhou de Sarah Lévy (téléfilm)
- 2009 : La Fille au fond du verre à saké (mini-série)
- 2011 : Pierre Schoendoerffer, la sentinelle de la mémoire (documentaire) de Raphaël Millet, en tant que lui-même

### Comme assistant réalisateur
- 1966 : Objectif 500 millions de Pierre Schoendoerffer
- 1968 : Le Tribunal de l'impossible de Michel Subiela (série télévisée) (épisode Nostradamus alias Le Prophète en son pays) de Pierre Badel
- 1970 : Le Tribunal de l'impossible : Un esprit nommé Katie King de Pierre Badel
- 1971 : Tang d'André Michel
- 1973 - La Femme en bleu de Michel Deville